# Dungeons and Dragons Online: Eberron Unlimited
 (décembre 2018).
Si vous disposez d'ouvrages ou d'articles de référence ou si vous connaissez des sites web de qualité traitant du thème abordé ici, merci de compléter l'article en donnant les références utiles à sa vérifiabilité et en les liant à la section « Notes et références ».
Dungeons and Dragons Online: Eberron Unlimited est un jeu vidéo de type MMORPG (Massively Multiplayer Online Role-Playing Game) développé par la société Turbine. Il s'agit de la version free to play de Dungeons and Dragons Online: Stormreach dont la bêta test a démarré juillet 2009 aux États-Unis.
En plus d'être gratuit, Eberron Unlimited permet d'atteindre le niveau 20 et contient de nouveaux modules et de nouveaux monstres. Le jeu peut être installé en français, mais les serveurs restent américains, et donc la plupart des quêtes auront un titre anglais pour permettre la recherche de partenaire (qui sont anglophones). Depuis son passage en F2P, DDO unlimited s'est vu doté de nombreuses mises à jour ajoutant du contenu, donnant un nouvel attrait au jeu.
Dungeons and Dragons Online: Eberron Unlimited se situe dans l'univers steampunk d'Eberron créé par Keith Baker en 2002 pour le jeu de rôle de Donjons et Dragons. C'est le troisième jeu vidéo à exploiter cet univers, Dragonshard, sorti en septembre 2005, étant le premier.